# Nola bilineatalis
Nola bilineatalis är en fjärilsart som beskrevs av De Toulgoët 1961. Nola bilineatalis ingår i släktet Nola och familjen trågspinnare. Inga underarter finns listade i Catalogue of Life.